# Ligne Arènes - Colomiers
La ligne Arènes - Colomiers, anciennement ligne C, est la dénomination d'une portion de la ligne ferroviaire Toulouse - Auch sur laquelle les trains TER Occitanie peuvent être empruntés avec un titre de transport du réseau de transports en commun de Toulouse (Tisséo), permettant alors des correspondances avec le réseau de bus, de tramway et de métro sans supplément de prix. Elle relie la gare de Colomiers à la gare de Toulouse-Saint-Cyprien-Arènes en desservant quatre gares intermédiaires.
La section ferroviaire exploitée par SNCF Voyageurs apparaît sur les plans et éléments signalétiques des transports en commun toulousains sous l’intitulé « ligne C » à partir de l’année 1993, en même temps que la mise en service de la ligne A avec laquelle elle est en correspondance au pôle multimodal des Arènes. En 2003, d’importants travaux d’infrastructures permettent une amélioration de l’offre et l’ouverture de nouvelles gares urbaines.
La ligne est parfois qualifiée abusivement de « ligne C du métro »,. À partir de juin 2023, en prévision de la mise en service d’une troisième ligne de métro, la ligne change de nom pour laisser la lettre « C » au métro et apparaît sur les plans et signalétiques sous l’intitulé de « ligne Arènes- Colomiers »,.

## Historique

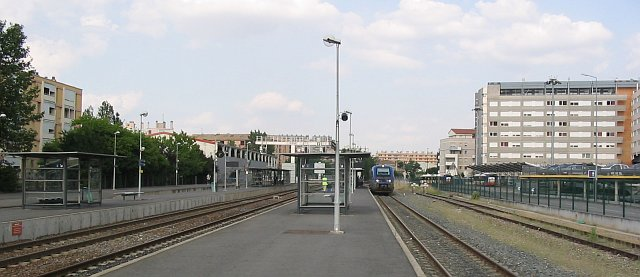
La gare de Toulouse-Saint-Cyprien-Arènes, « station Arènes » en 2004.

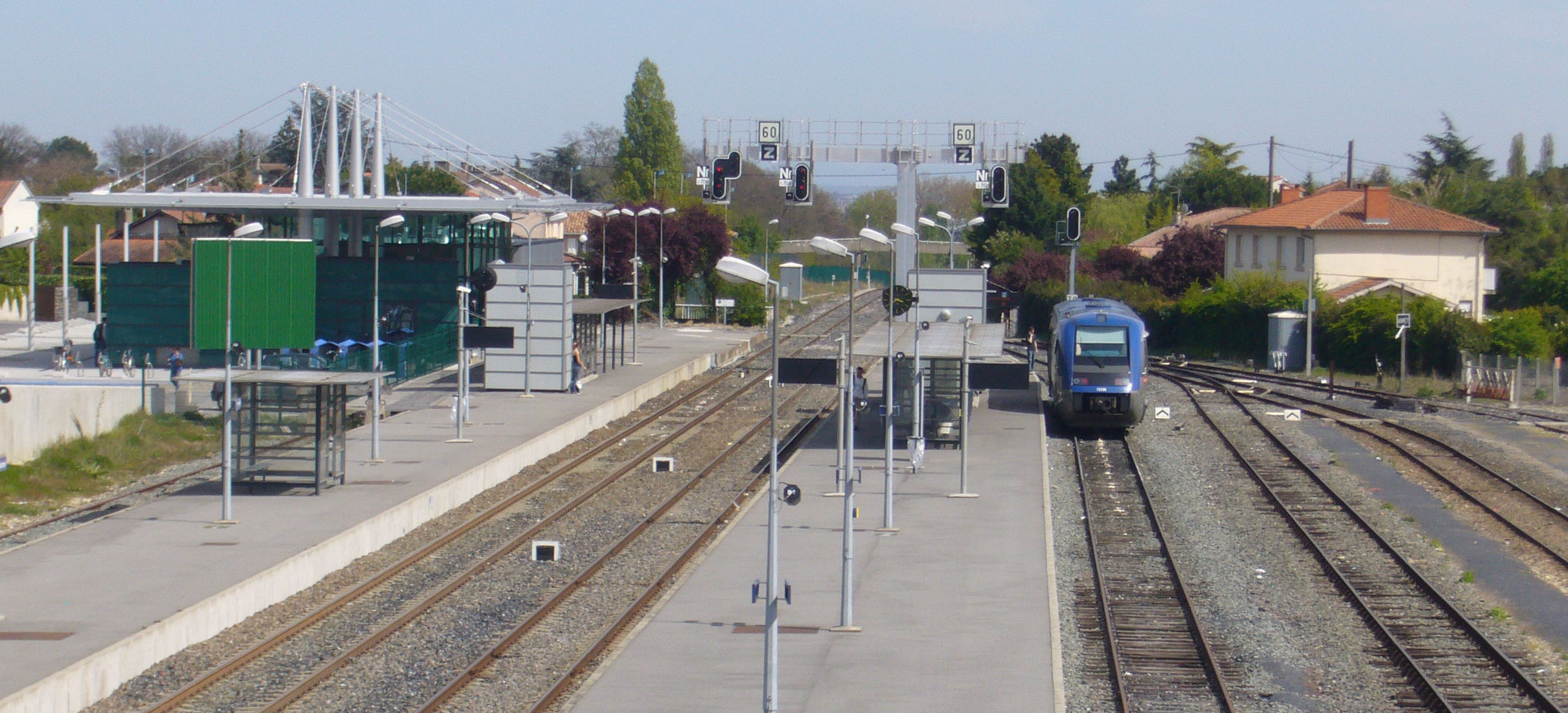
La gare de Colomiers, « station Colomiers – Gare-SNCF » en 2006.

### Genèse et première mise en service
Lors de la conception du réseau de TCSP de l'agglomération toulousaine au début des années 1980, trois axes prioritaires ont été définis : Un axe est-ouest correspondant à l'actuelle ligne A , un axe nord-sud correspondant à l'actuelle Ligne B, et un axe Toulouse- Colomiers. Pour des raisons financières et pratiques, l'utilisation de la ligne ferroviaire Toulouse - Auch est privilégiée à la construction d'une ligne de métro dans l'emprise de la voie ferrée.
La ligne C est née le 26 juin 1993, conjointement à l'inauguration de la ligne A du métro : des valideurs de titres de transports urbains magnétiques ont été installés dans les gares de Toulouse-Saint-Cyprien-Arènes, des Capelles (aujourd'hui renommée Lardenne), et de Colomiers, permettant aux usagers d'emprunter les trains régionaux réguliers de la ligne avec les titres de transports urbains. La ligne a figuré depuis cette date sur les plans du réseau de transports en commun de l'agglomération toulousaine, Tisséo, jusqu'en septembre 2022 où elle a été supprimée de tous les plans du réseau, puis réintroduite en janvier 2023. L'offre de services  n'avait cependant pas été modifiée : le terme « ligne C » désignait uniquement, à l'époque, l'accord tarifaire entre les deux réseaux.

### Amélioration de l'offre et de l'infrastructure
Une augmentation d'offre est mise en place dès 1997, par la création des premiers trains affectés à la ligne C, mis en place entre Toulouse-Saint-Cyprien-Arènes et Colomiers exclusivement, avec arrêt aux Capelles.
En septembre 2003, une amélioration majeure de l'infrastructure a été mise en service, ce qui a donné à la ligne C son image actuelle. Après deux années d'interruption totale de trafic en été, pour permettre la réalisation des travaux, la voie a été doublée partiellement entre Toulouse-Saint-Cyprien-Arènes et Colomiers et trois haltes supplémentaires ont été créées : Le TOEC, Saint-Martin-du-Touch et Ramassiers. Un passage à niveau a également été supprimé. La grille horaire a été revue à l'occasion, proposant depuis cette date un double cadencement à la demi-heure en semaine. Les travaux sont financés partiellement par Tisséo.
Ces nouvelles haltes permettent de desservir de nouveaux projets urbains, comme les ZAC des Ramassiers et de Saint-Martin-du-Touch construits à proximité des gares .
Le 1er septembre 2008, le TAD 118 a été mis en service. Il offre une correspondance avec les trains de la ligne C (depuis la station Colomiers – Gare-SNCF) aux habitants des communes de Cornebarrieu, Mondonville et Aussonne. Le TAD 118 est cadencé sur les horaires de la ligne C (un train sur deux) et attend en cas de retard des trains.
Du 29 septembre au 24 octobre 2008, le trafic de la ligne C a été interrompu (comme sur l'ensemble de la ligne Toulouse - Auch) afin d'effectuer des travaux de rénovation (remplacement complet des voies, réfection des passages à niveau, etc.) dans le cadre du Plan Rail de la région Midi-Pyrénées.

### Disparition progressive
Depuis la fin des années 2000, sur fond de conflits de gestions, l'existence de la ligne a commencé à être peu à peu effacée du réseau Tisséo. Dès 2008, sa fiche horaire fut supprimée de la liste des lignes du réseau sur le site internet de Tisséo,, et elle ne fut jamais intégrée au plan interactif de Tisséo créé en 2013.
En 2017, l'Autate, une association locale, a commencé à s'inquiéter du manque d'information quant à l'existence même de la ligne C.
En septembre 2022, l'existence de la ligne a été supprimée de tous les documents de Tisséo, tels que les fiches horaires des bus en correspondance, et les plans du réseau où elle est désormais affichée indifféremment des autres lignes ferroviaires de Toulouse,,,. Cependant, la tarification Tisséo est encore active sur la ligne, tandis que les trains Arènes-Colomiers circulent encore. Cela est critiqué par un élu communiste de Colomiers, qui interpellera Tisséo et qui évoque un lien avec une éventuelle suppression de la ligne à l'ouverture de la troisième ligne de métro. Selon le président de Tisséo, c'était une erreur des services de Tisséo , rectifiée sur le plan de janvier 2023. 
Également selon le président de Tisséo, la ligne devra être renommée à l'horizon 2028 car la nouvelle ligne de métro prendra sa lettre C. Selon lui, elle sera renommée pour gagner en notoriété, la ligne étant selon lui pas assez connue et mise en valeur. Une opération de communication est également prévue à cet horizon.

## Tracé et stations

Stations de la ligne C.

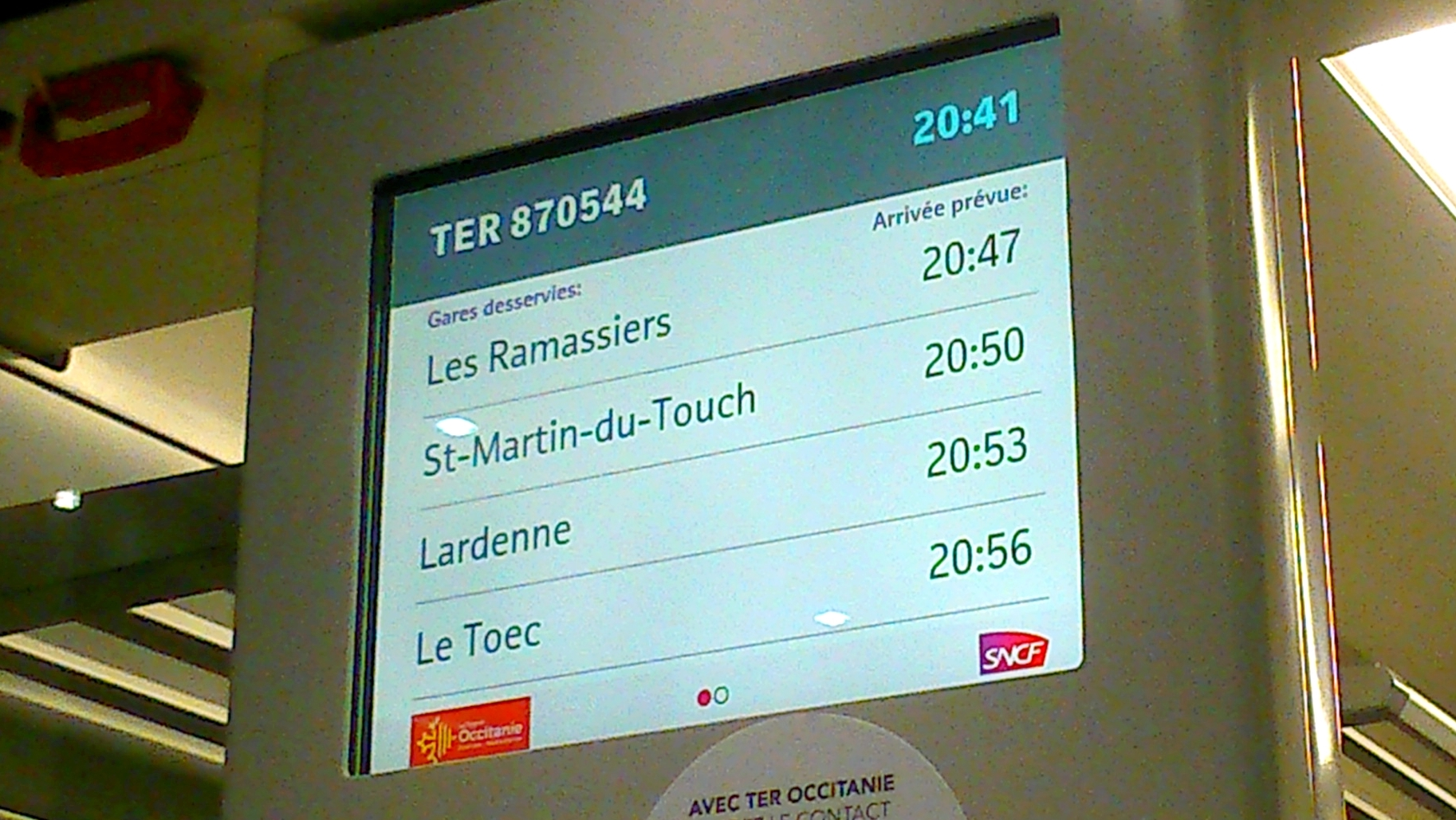
L'affichage des stations dans un TER omnibus affecté à la ligne C.

### Tracé
Longue de 7 km, la ligne compte six stations depuis Arènes (Toulouse), à l'est, jusqu'à Colomiers – Gare-SNCF, à l'ouest.
Son trajet débute au niveau de la gare de Saint-Cyprien-Arènes, à l'ouest de Toulouse, en correspondance avec la ligne A du métro et la ligne T1 tramway. Elle dessert alors le quartier des Arènes et le lycée des Arènes, ainsi que le Zénith de Toulouse Métropole se trouve à proximité de la station. La ligne continue ensuite son trajet vers l'ouest, longeant la ligne du tramway et passant à côté de l'hippodrome de la Cépière, avant d'arriver sur la gare du TOEC. La ligne passe alors au-dessus du périphérique de Toulouse et atteint la gare de Lardenne, puis continue son chemin vers la gare de Saint-Martin-du-Touch. Les rames passent ensuite sous la rocade Arc-en-Ciel et longent des entreprises aéronautiques de Saint-Martin-du-Touch, et arrivent sur la gare des Ramassiers, première gare située partiellement sur le territoire de la commune de Colomiers. Enfin, la ligne termine son trajet en longeant l'avenue George-Sand et arrive sur la gare de Colomiers, terminus occidental de la ligne.

### Liste des stations et correspondances
|  |   |  | Station                         | Coordonnées                 | Commune   | Correspondances Tisséo     | Réseau LiO / TER               |  |
|  | - |  | ------------------------------- | --------------------------- | --------- | -------------------------- | ------------------------------ |  |
|  | ■ |  | Arènes (Saint-Cyprien – Arènes) | 43° 35′ 36″ N, 1° 25′ 07″ E | Toulouse  | L2L3 143467Stadium         | 305350362 21 (Toulouse - Auch) |  |
|  | • |  | Le TOEC                         | 43° 35′ 44″ N, 1° 24′ 05″ E | Toulouse  | L2                         |                                |  |
|  | • |  | Lardenne                        | 43° 35′ 48″ N, 1° 23′ 03″ E | Toulouse  | 46                         | 21 (Toulouse - Auch)           |  |
|  | • |  | Saint-Martin-du-Touch           | 43° 35′ 59″ N, 1° 22′ 18″ E | Toulouse  |                            |                                |  |
|  | • |  | Les Ramassiers                  | 43° 36′ 09″ N, 1° 21′ 11″ E | Colomiers | 253263                     |                                |  |
|  | ■ |  | Colomiers Gare-SNCF             | 43° 36′ 13″ N, 1° 20′ 02″ E | Colomiers | L2 2125325575150151 170171 | 305343 21 (Toulouse - Auch)    |  |

#### Bus relais
|  |   |  | Station                          | Coordonnées                 | Commune   | Correspondances Tisséo | Réseau LiO / TER               |  |
|  | - |  | -------------------------------- | --------------------------- | --------- | ---------------------- | ------------------------------ |  |
|  | ■ |  | Arènes (Saint-Cyprien – Arènes ) | 43° 35′ 37″ N, 1° 25′ 06″ E | Toulouse  | L2L3L14 3467Stadium    | 305350362 21 (Toulouse - Auch) |  |
|  | • |  | Pont Rocade (Le TOEC)            | 43° 35′ 32″ N, 1° 24′ 00″ E | Toulouse  | L3 67 365              |                                |  |
|  | • |  | Lardenne (Lardenne–SNCF)         | 43° 35′ 24″ N, 1° 22′ 40″ E | Toulouse  | L3 46 365              |                                |  |
|  | • |  | Saint-Martin-du-Touch            | 43° 36′ 02″ N, 1° 22′ 21″ E | Toulouse  |                        |                                |  |
|  | • |  | Les Ramassiers                   | 43° 36′ 07″ N, 1° 21′ 08″ E | Colomiers | 253263                 |                                |  |
|  | ■ |  | Colomiers Gare-SNCF              | 43° 36′ 13″ N, 1° 20′ 02″ E | Colomiers | L2 21253255150151 118  | 305343 21 (Toulouse - Auch)    |  |

## Infrastructure
Ligne non électrifiée, à 2/3 en double voie, en simple voie de part et d'autre de la station Lardenne (entre le pont sur le périphérique inclus et le pont sur le Touch).
Système de signalisation BAL, géré depuis le poste de signalisation de Colomiers. Vitesse limitée à 100 km/h sur toute la ligne.
- 4 voies gare des Arènes (+ 1 voie de service en terminus)
- 3 voies gare de Colomiers, dont 1 en terminus (+ 2 voies de service)
- 2 voies gares des Ramassiers, de Saint-Martin-du-Touch et du TOEC.
- 1 voie gare de Lardenne.

### Particularités
Les trains circulent à droite et non à gauche sur la section à double-voie entre les gares de Colomiers et de Lardenne.
Entre Lardenne et les Arènes, les trains de la ligne C desservant le TOEC circulent sur la voie 2, tandis que les convois directs, sans arrêt au TOEC, empruntent la voie 1, et ce dans les deux sens de circulation, le but étant en gare des Arènes de réserver la voie B aux trains Toulouse-Gers, et les voies C et D aux trains terminus Arènes.

## Exploitation

### Desserte
Les trains circulant sur la ligne sont exploités par SNCF Voyageurs sous l'autorité de la région Occitanie, dans le cadre du réseau TER Occitanie.
La ligne est desservie par les trains « dédiés » qui effectuent uniquement des rotations entre Saint-Cyprien-Arènes et Colomiers et desservent l'intégralité des quatre gares intermédiaires. La ligne est également desservie par les trains en passage effectuant la liaison Toulouse - Colomiers - Auch (liaison no 16 du réseau TER Occitanie), qui ont majoritairement pour origine ou destination Toulouse-Matabiau, via Toulouse-Saint-Agne. Cette dernière liaison ne dessert pas les gares situées entre les deux terminus, seulement la gare de Lardenne à certains services.

### Matériel roulant
Les trains les plus souvent utilisés pour les trains dédiés à la ligne sont des AGC (B 81500) et quelquefois des Régiolis.
Les trains de la liaison Toulouse - Colomiers - Auch, sont la plupart du temps des AGC (B 81500) mais des Régiolis ou des X 73500 à plusieurs éléments sont également utilisés.

### Financement et conflits de gestion
La ligne, exploitée par SNCF Voyageurs, est située dans un entre-deux juridique entre Tisséo, autorité organisatrice des transports dans la métropole toulousaine et sous la tutelle de Toulouse Métropole notamment, et la région Occitanie, autorité organisatrice des transports dans son territoire et détentrice de la compétence ferroviaire. Actuellement, la ligne est financée par une subvention de Tisséo à la SNCF. 
Cela a provoqué des conflits après 2003 entre les deux entités sur le financement de l'exploitation de la ligne, ce qui freine les projets d'extension de la tarification et du cadencement sur l'ensemble du Périmètre des Transports Urbains. Par exemple, selon Tisséo, la région a tenté d'effacer la ligne C du réseau urbain alors que selon la région, Tisséo a seulement financé l'infrastructure mais n'était pas impliquée dans son utilisation. De plus, les investissements sur la ligne Toulouse-Auch dans le cadre du Plan Rail Midi-Pyrénées ont bénéficié à la ligne C. 
Ces conflits de gestion ont été progressivement résolus, Tisséo semblant laisser à la Région et à la SNCF la gestion du réseau ferroviaire de l'agglomération pour s'occuper uniquement de l'intermodalité avec son réseau, bien que le sujet reste encore très flou ,,. Par exemple, la concertation de 2019 sur l'extension de la ligne a été menée par SNCF Réseau sous le soutien de la Région mais Tisséo était impliquée surtout pour les modalités de correspondance avec la troisième ligne de métro à la gare de Colomiers. Les études préliminaires de celle-ci a également été financée par l’État, la Région Occitanie et SNCF Réseau mais non pas par Tisséo,.

## Offre de services

### Fréquence et amplitude
La ligne bénéficie du cumul de deux offres de service :
- les trains régionaux de la ligne Toulouse - Colomiers - Auch, relation no 16 du réseau TER Occitanie, ne desservant que ponctuellement Lardenne. Fréquence d'environ 30 min à 1 h ;
- les trains affectés à la ligne C, desservant toutes les gares. Fréquence de 30 minutes en heures de pointe et d'une heure en heures creuses.

Les fréquences sont réduites les weekends et jours fériés.
Les trains circulent de 6 h à 21 h 40.

### Tarification et financement
La ligne est accessible par deux tarifications :
- la tarification urbaine Tisséo, rendant les correspondances avec les lignes de métro et de bus possibles sans supplément de prix. Elle est en vente sur le réseau Tisséo et aux gares de Colomiers et Arènes ;
- la tarification standard TER (SNCF), tarification kilométrique, pouvant être intégrée à un parcours plus long avec dégressivité tarifaire et acceptation des cartes de réductions. Elle est en vente à toutes les gares.

Cette intégration à la tarification urbaine Tisséo offre un avantage aux usagers, qui peuvent alors opter pour la tarification la plus intéressante pour eux, selon les éventuelles réductions auxquelles dont ils peuvent bénéficier.
Des valideurs SNCF et Tisséo sont disponibles sur les quais des gares.
Au-delà de Arènes et de Colomiers Gare SNCF, il est obligatoire de posséder un titre SNCF.
Par conséquent, comme il n'est pas possible de valider à l'avance un titre de transport urbain aux gares situées entre Auch et Colomiers, un voyageur désirant prendre le train depuis une de ces gares, puis prendre les transports urbains à Toulouse, est donc obligé de :
- soit prendre un titre de transport SNCF jusqu'à Colomiers, descendre du train à Colomiers, valider son titre de transport urbain Tisséo, puis attendre le train suivant pour continuer jusqu'aux Arènes ;
- soit payer un titre de transport SNCF y compris pour la portion de trajet correspondant à la ligne C, alors que le titre de transport urbain qu'il va par la suite utiliser, lui permet aussi en principe de prendre cette portion de trajet sans supplément.

Toutefois, un nouvel abonnement dénommé Pastel+, permet pour 70€ par mois d'emprunter le réseau de transport Tisséo, mais aussi les trains TER dans le périmètre des transports urbains de façon illimitée.

## Trafic

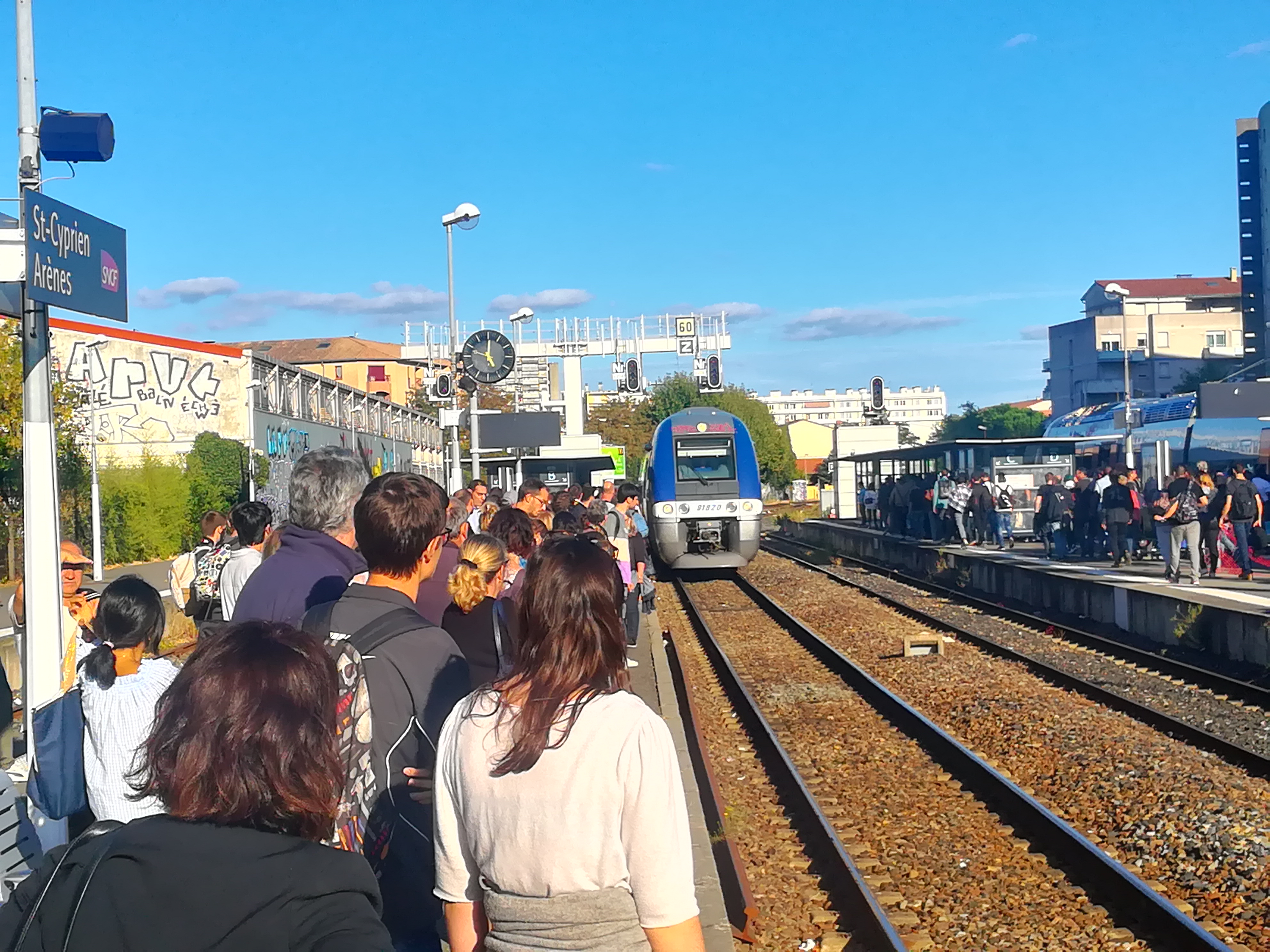
Gare des Arènes à l'heure de pointe en 2019

En 2004, le trafic de la ligne C, à la suite des améliorations de 2003, est passé d'environ 7 000 passagers à 38 000 passagers par mois.
La fréquentation de la ligne est plutôt faible et n'est pas comparable à celle d'une ligne de RER francilien par exemple. Les gares situées entre les terminus ne sont que très peu fréquentées, ne dépassant pas les 15 000 voyageurs annuels en 2018. La plupart du trafic de la ligne se concentre sur les terminus de Colomiers et de Saint-Cyprien-Arènes.
Ce tableau récapitule la fréquentation des gares desservies par la ligne en 2016 et en 2018 :
|                       | 2016    | 2018    | 2023    |
| --------------------- | ------- | ------- | ------- |
| Saint-Cyprien-Arènes  | 283 908 | 229 435 | 306 065 |
| Le TOEC               | 3 435   | 3 553   | 7 134   |
| Lardenne              | 16 736  | 14 783  | 18 449  |
| Saint-Martin-du-Touch | 7 654   | 7 464   | 15 819  |
| Les Ramassiers        | 9 779   | 6 410   | 15 521  |
| Colomiers             | 295 124 | 246 880 | 288 670 |

## Projets de développement

### Achèvement du doublement de la voie ferrée
L'achèvement de la double voie ferrée est à l'étude, sur 1 800 m entre les PK 10,940 et 12,800. Cette opération s'accompagnerait de la suppression des passages à niveau n°15 (Lardenne) et 16 (St-Martin) par ouvrage dénivelé, du réaménagement de la gare de Lardenne et de l'allongement des quais en fonction du matériel roulant. Ce projet est aujourd'hui gelé à la suite du projet Toulouse Aerospace Express. Les fonds affectés dans le CPER, d'environ 51 M €, pourraient être redistribués sur l'extension de la ligne à l'Ouest. Ce point a été critiqué par les habitants des nouveaux développements immobiliers le long de la ligne actuelle, s'estimant perdant car desservis ni par une ligne Arènes - Colomiers à la fréquence au quart d'heure prévue depuis des années, ni par la ligne C de métro.

### Extension de la ligne
Il est évoqué par certains l'opportunité d'étendre le dispositif d'accord tarifaire de part et d'autre de la section actuellement couverte, vers Toulouse-Matabiau (via Toulouse-Saint-Agne) d'une part, et Brax-Léguevin ou En Jacca (en utilisation les voies actuelles d'embranchement ferroviaire d'autre part.
L'association IVAC (Il y a une vie après Colomiers), regroupant notamment les utilisateurs de la ligne Toulouse - Auch non concernés par le dispositif ligne Arènes - Colomiers, prône par exemple un prolongement du cadencement au-delà de Colomiers, jusqu’à la gare de Brax-Léguevin, et vers Toulouse. Cependant, aucun projet concret d'extension n'est actuellement officiellement envisagé. Pour l'instant, les haltes Galliéni-Cancéropôle, Saint-Agne et Toulouse-Matabiau ne font pas partie de la ligne Arènes - Colomiers, ni de sa tarification urbaine.
Une concertation a été engagée par SNCF Réseau sur l'extension de la desserte Arènes - Colomiers vers L'Isle-Jourdain à terme en septembre-octobre 2019. Un phasage avec des terminus temporaires à  Pibrac et Brax - Léguevin est pour l'instant en projet, avec des doublements de voies sur certaines portions et sur toutes les gares concernées. 
La concertation a rendu ses conclusions en 2021. Parmi les points soulevés, l'absence de Tisséo et de la région Occitanie dans les rencontres a été soulevée. L'extension de la tarification urbaine a été réclamée, tout comme le non-phasage du projet. Une mise en service en 2028, en même temps que la troisième ligne de métro, est envisagée. Une enquête publique est prévue en 2023.
Le 27 septembre 2022, le préfet de Haute-Garonne prend un arrêté « portant prise en considération de la mise à l’étude du projet de prolongation de navette Saint-Cyprien-Arènes - Colomiers jusqu’à Brax-Léguevin ». Des terrains sont gelés sur les communes de Brax, Pibrac et Colomiers pour permettre le doublement des voies nécessaire à une exploitation avec le cadencement requis.

### Électrification
Il est envisagé par SNCF Réseau une électrification de la ligne au moins jusqu'à Colomiers, voire plus loin dans l'optique d'étendre la ligne.

### Correspondance avec la ligne C du métro de Toulouse
La ligne C du métro de Toulouse doit avoir son terminus à la gare de Colomiers. 
La ligne Arènes - Colomiers est affectée par la création d'une liaison directe sans rupture de charge Toulouse-Colomiers ; les études de trafic de la troisième ligne de métro prévoient une forte baisse de l'affluence . Elle reste théoriquement plus rapide sur certains trajets vers des lieux situés à des stations de la ligne A, notamment depuis les quartiers des Ramassiers et de Saint-Martin-du-Touch dont les ZAC sont situées autour des gares de la ligne Arènes - Colomiers actuelle,, alors que la nouvelle ligne de métro desservira ces quartiers en longeant l'A624 et les sites Airbus .